# 산계 (지리)
산계(山系, 영어: cordillera)는 산맥들이 함께 대륙 규모로 이루는 최대급의 산지 계통이다. 대표적으로 아메리카 대륙의 서부를 종단하며 로키 산맥이나 안데스 산맥까지 포함하는 아메리카 산계가 있다. 영어로 산계를 가리키는 "cordillera"라는 말은 아메리카 산계만을 가리키기도 한다. 이 단어는 스페인어 유래인데, 일부 스페인어권 국가에서는 간혹 산맥의 명칭에도 쓰인다.

## 같이 보기
- 산맥